# Quasi Tischreden
Quasi Tischreden (reso graficamente come "Quasi TISCHREDEN") è una collana di saggi antologici del sacerdote cattolico e teologo Luigi Giussani, fondatore del movimento Comunione e Liberazione.

## Storia editoriale
Pubblicata tra il 1997 e il 2004 per il marchio editoriale BUR di Rizzoli Editore, come parte della collana I libri dello spirito cristiano diretta dallo stesso Giussani, la serie composta da sette volumi contiene la trascrizione dei dialoghi avuti dall'autore con un gruppo di aderenti all'associazione laicale Memores Domini nella loro casa. Il termine tedesco tischreden (letteralmente "discorso a tavola", "conversazione conviviale") nel titolo fa riferimento esplicito ai Discorsi a tavola di Martin Lutero nei quali il teologo espose i suoi pensieri a un gruppo di discepoli, mentre il "quasi" indica il naturale rispetto del significato storico dell'opera originale.
L'opera completa contiene la trascrizione di oltre 200 incontri settimanali, a cena, tra Giussani e un gruppo di ragazze di una casa femminile dei Memores Domini a Milano dal novembre del 1990 e all'aprile del 1997. Gli incontri a tavola si svolgevano mettendo a tema una parola, una lettura, una riflessione o una preghiera alla base del percorso di studio dei Memores Domini in genere basato su uno dei testi di Giussani, libri o trascrizioni degli esercizi spirituali. I dialoghi furono raccolti dai curatori, la disegnatrice Raffaella Zardoni e l'economista e docente universitario Mario Molteni, non in ordine cronologico, ma raggruppati in base a temi e a parole chiave care all'autore.
Il testo conserva la spontaneità e l'immediatezza dei dialoghi, trascritti integralmente, gran parte dei quali fu registrato per dare modo a una delle ragazze della casa, trasferitasi negli Stati Uniti e presente all'inizio, di poterli ascoltare. Ogni volume è preceduto da un testo introduttivo di Giussani dedicato al tema principale, di norma scelto tra quelli che erano utilizzati come traccia durante gli incontri.

## La serie

### «Tu» (o dell'amicizia)

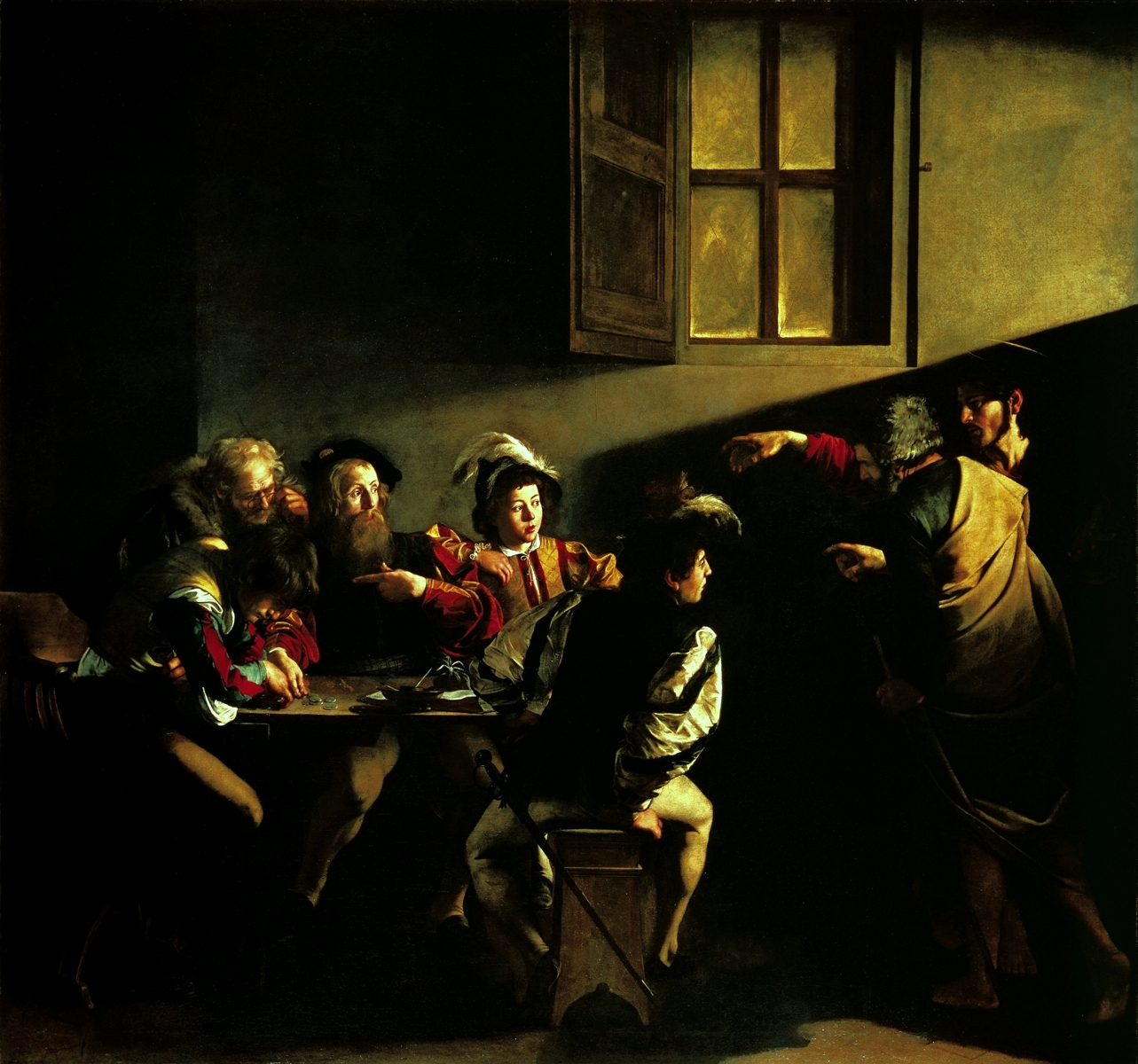
Un particolare della Vocazione di san Matteo di Caravaggio custodito nella chiesa di San Luigi dei Francesi a Roma compare sulla copertina di «Tu» (o dell'amicizia), primo volume della serie Quasi Tischreden.

Il primo volume fu pubblicato nel luglio del 1997 con una introduzione tratta da un intervento di Giussani all'Università "Gabriele D'Annunzio" a Chieti del 15 maggio 1996 dal titolo Educazione per la formazione della persona protagonista di popolo e di storia. L'intervento completo fu pubblicato come supplemento alla rivista Tracce nel settembre del 1996.
Indice
- Introduzione di Luigi Giussani (La scoperta del Tu)

1. Natura dell'amicizia
2. Sulla preferenza
3. L'esperienza del "Tu"
4. Dalla simpatia profonda la morale
5. Epilogo

### Vivendo nella carne

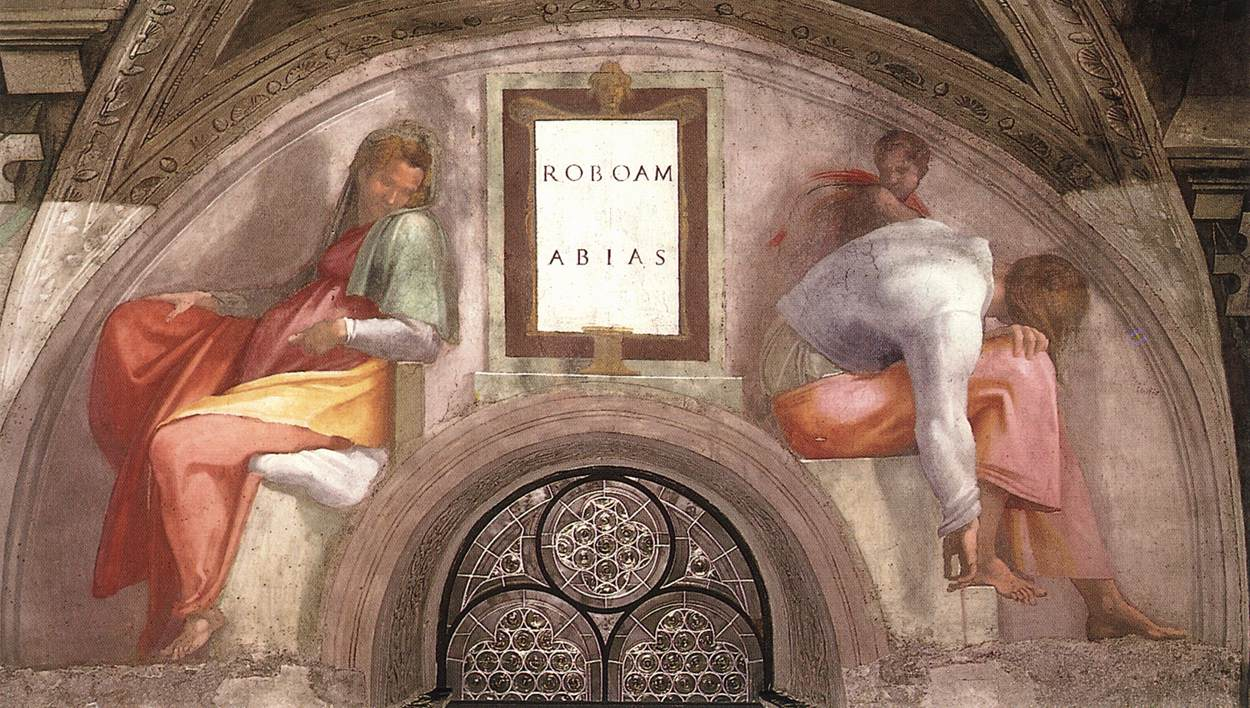
Un particolare dell'affresco Roboamo e Abia di Michelangelo parte delle lunette della Cappella Sistina a Roma compare sulla copertina di Vivendo nella carne.

Il secondo volume, pubblicato a distanza di un anno dal primo, è introdotto dalla trascrizione di un intervento inedito dell'autore a un gruppo di novizi dei Memores Domini del 21 dicembre 1997.
Indice
- Introduzione di Luigi Giussani

1. Sottomessi all'esperienza
2. Attraverso le creature
3. Il centuplo quaggiù
4. La gloria umana di Cristo

### L'attrattiva Gesù

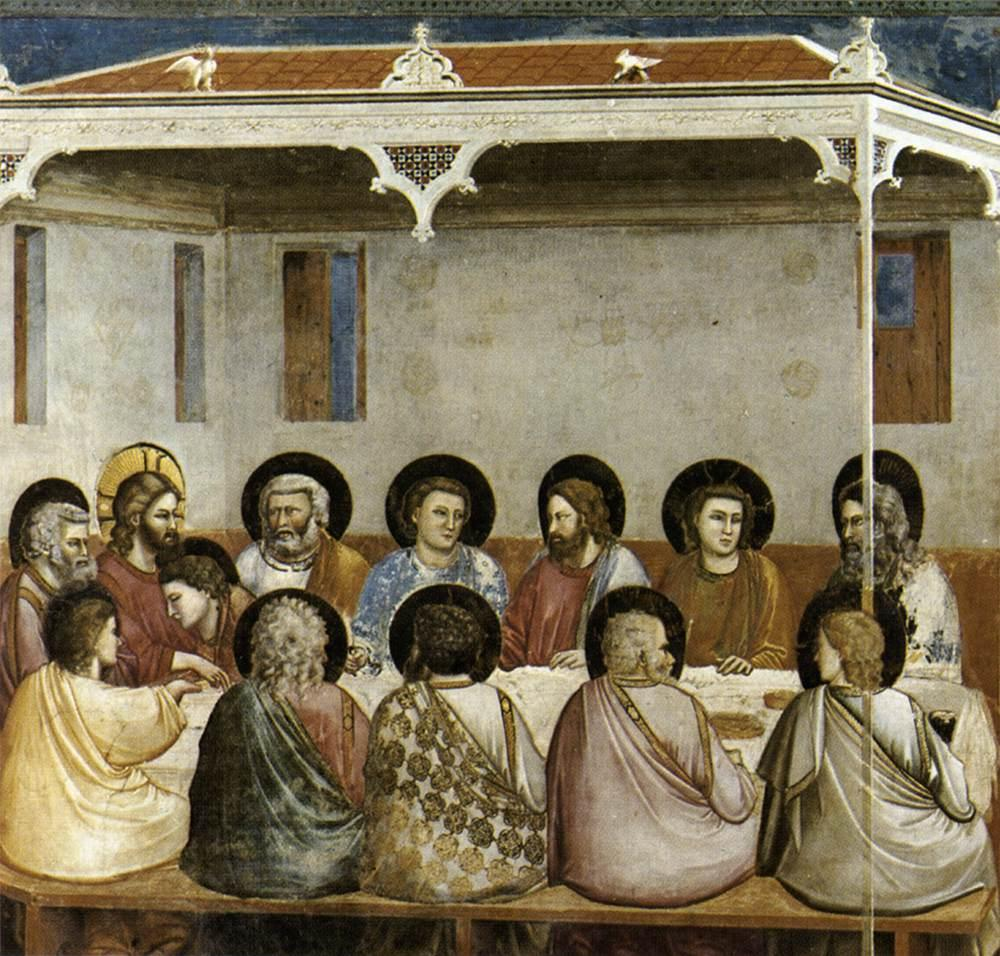
Un particolare dellUltima Cena di Giotto facente parte del ciclo della Cappella degli Scrovegni a Padova compare sulla copertina di L'attrattiva Gesù.

Il terzo volume della collana fu pubblicato nel luglio del 1999, mantenendo la periodicità annuale. L'introduzione di Giussani, intitolata Il "sì" di Pietro, è tratta da una conversazione con i novizi dei Memores Domini tenutasi a La Thuile il 3 agosto 1995 ed era già stata pubblicata, in forma leggermente differente, nel testo L'origine della morale sul mensile 30 Giorni.
In questo libro viene proposta l'attrattiva che suscita l'incontro con Cristo e il cambiamento profondo che si prova quando si ha il coraggio accoglierlo e seguirlo, oggi come duemila anni fa.
L'edizione in lingua spagnola di L'attrativa Gesù fu presentato a Buenos Aires il 27 aprile 2001 durante la Fiera Internazionale del Libro dall'allora cardinale e arcivescovo della capitale argentina Jorge Bergoglio.
Indice
- Introduzione di Luigi Giussani (Il "sì" di Pietro)

1. Un incontro eccezionale
2. Genesi esistenziale di una moralità
3. Dire Tu a Cristo
4. Il nome storico della Misericordia
5. L'utilità di Cristo per il mondo

### L'autocoscienza del cosmo

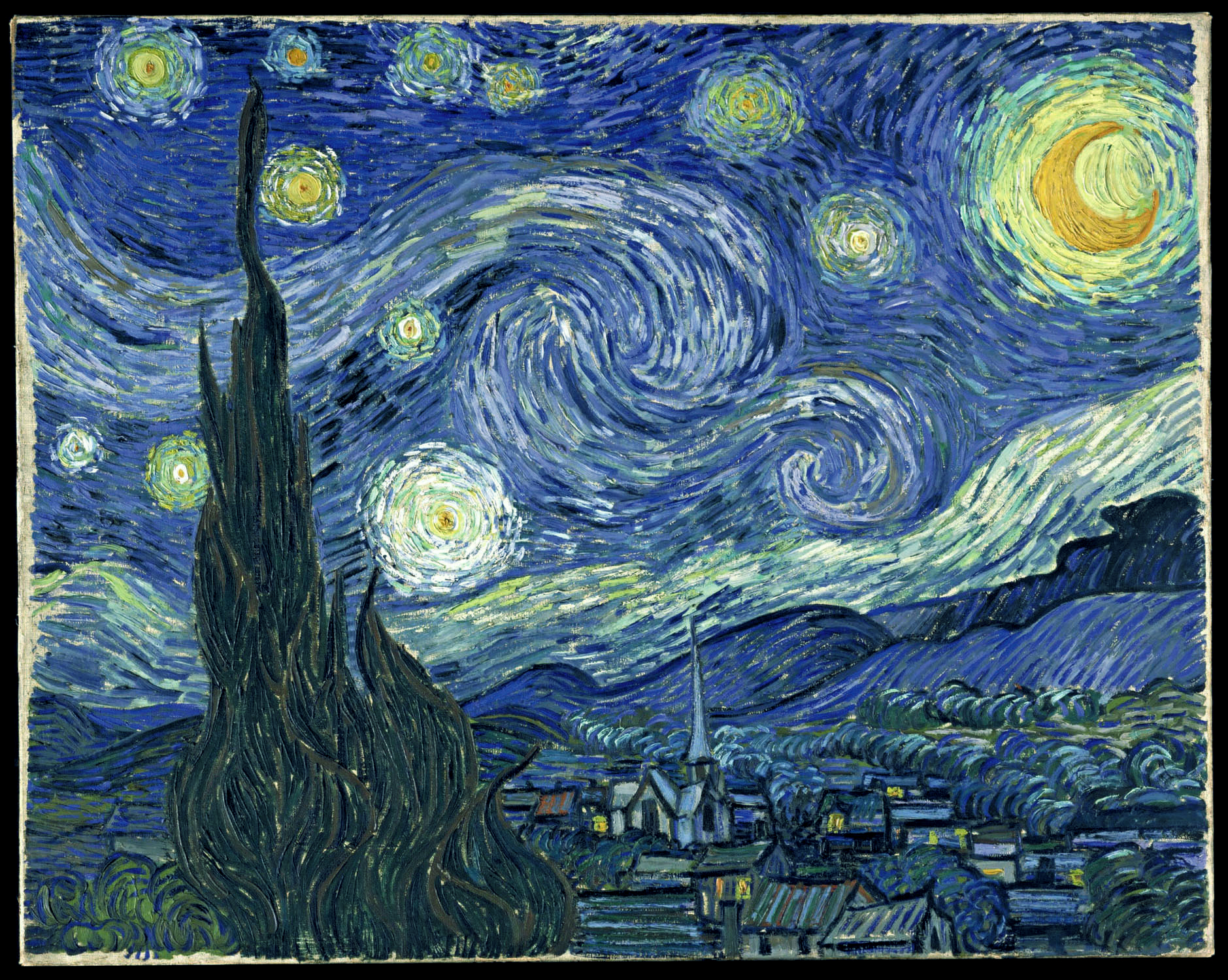
Un particolare di Notte stellata di Vincent van Gogh compare sulla copertina di L'autocoscienza del cosmo.

Il quarto volume della collana fu pubblicato nell'agosto del 2000 e contiene la trascrizione di un gruppo di tischreden che avevano a tema l'approfondimento de Il senso religioso, basilare testo di Giussani del 1986. In questo libro si approfondiscono i temi già introdotti ne Il senso religioso: il rapporto con il significato della vita e il confrontarsi con la realtà di tutti i giorni, senza censurare nulla di ciò che accade; il tutto nelle normali dinamiche della vita quotidiana: la conoscenza, la libertà e l'esperienza.
In luogo di una introduzione inedita dall'autore, fu scelto di includere nel volume un "antefatto" costituito dalle prime pagine della originale edizione de Il senso religioso pubblicata nel 1957.
La presentazione del libro L'autocoscienza del cosmo, a cui partecipò l'allora rettore della Pontificia Università Lateranense Angelo Scola, fu l'incontro conclusivo della XXI edizione del Meeting di Rimini.
Indice
- Antefatto

1. Il punto di vista
2. Il primato della realtà
3. L'uomo, struttura di domanda
4. La dinamica della conoscenza
5. La dinamica della libertà
6. La dinamica del segno

### Affezione e dimora
Nel 2001 fu pubblicato il quinto titolo della serie che contiene un gruppo di tischreden dedicate all'amore e al metodo scelto da Dio per farsi compagnia all'uomo, un luogo, un'amicizia, una "dimora". Il volume è preceduto da una introduzione di Giussani, trascrizione inedita di un dialogo con un gruppo di Memores Domini del 24 febbraio 1996 durante gli esercizi spirituali di Quaresima.
Nel libro si sottolinea come la mentalità odierna tenda a ridurre la nostra naturale affettività verso ciò che ci circonda ad una semplice istintività: così, ciò che prevale nei nostri rapporti affettivi, la famiglia anzitutto, è il tornaconto, i soldi, il piacere. L'avvenimento cristiano rende invece questa affettività capace di immensa gratuità verso gli altri, ed è ciò che costruisce la struttura vera dell'umanità.
Anche questo volume fu presentato al Meeting di Rimini nell'agosto del 2001 dal curatore Mario Molteni e da don Julián Carrón, al tempo docente di Sacra Scrittura all'Istituto San Damaso di Madrid e in seguito successore di Giussani alla guida di Comunione e Liberazione.
Indice
- Introduzione di Luigi Giussani (Se avesse avuto tempo da perdere)

1. Una strada umana
2. Cristo, sorgente dell'affezione
3. Il sacrificio come condizione
4. Mistero e segno coincidono
5. Una dimora come metodo
6. Il metodo della dimora

### Dal temperamento un metodo

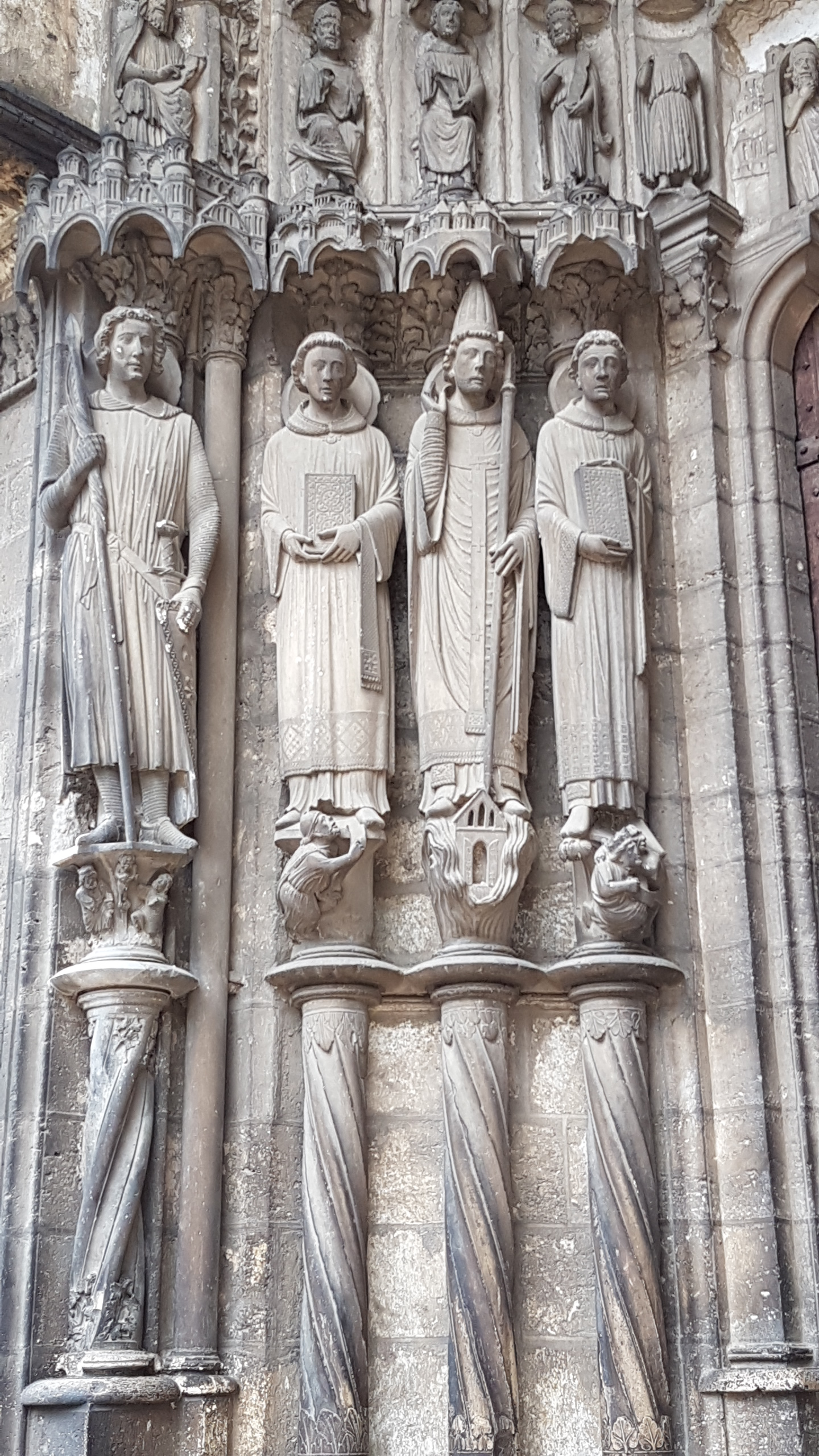
Un'immagine della statua di san Teodoro di Eraclea situata presso una delle porte della Cattedrale di Chartres (la prima a sinistra) fu utilizzata per la copertina di Dal temperamento un metodo.

Il sesto volume della serie fu pubblicato nel luglio del 2002. Il tema del "temperamento" è riferito all'atteggiamento di Simone, la sua indole, il suo impeto, fattori che portarono Cristo a chiamarlo Pietro: «Tu sei Pietro». L'introduzione è il resoconto inedito di una conversazione con i giovani dei Memores Domini del 20 novembre 1994.
Come i precedenti libri, anche Dal temperamento un metodo fu presentato al Meeting di Rimini nell'agosto del 2002 dal curatore Mario Molteni e da Giancarlo Cesana, del Consiglio Nazionale di Comunione e Liberazione, con un intervento in collegamento video dello stesso Giussani dedicato all'Inno alla Vergine di Dante.
Indice
- Introduzione di Luigi Giussani (Dentro quello sguardo)

1. Una certa modalità, totelizzante
2. Attraverso un temperamento
3. Seguire una presenza
4. Una mentalità nuova
5. In azione
6. Dentro la vita di un popolo

### Una presenza che cambia
L'ultimo volume della serie fu pubblicato, contrariamento a quanto avvenuto in precedenza, quando la cadenza era annuale, dopo due anni dall'ultimo, nel luglio del 2004. Le tischreden contenute avevano come testo di riferimento Perché la Chiesa, ultimo volume del PerCorso di Giussani. Nei dialoghi proposti si evidenzia come il Cristianesimo possa essere vissuto, oggi come 2000 anni fa, attraverso una compagnia di persone che vive e testimonia profondamente l'annuncio cristiano. L'introduzione, dal titolo Unità e fraternità: la sintesi di ogni giorno è la trascrizione degli appunti di un intervento di Giussani a un raduno estivo dei responsabili universitari di Comunione e Liberazione del 2003.
Anche Una presenza che cambia fu presentato al Meeting di Rimini da Mario Molteni, da Julián Carrón e dal poeta brasiliano Bruno Tolentino.
Indice
- Introduzione di Luigi Giussani (Unità e fraternità: la sintesi di ogni giorno)

1. Metodo o utopia?
2. Il divino nella nostra vita
3. Afferrati da Cristo
4. Un messaggio affidato all'esperienza

## Titoli
1. Luigi Giussani, «Tu» (o dell'amicizia), collana I libri dello spirito cristiano, Quasi Tischreden, vol. 1, 1ª ed., BUR Rizzoli, luglio 1997, ISBN 88-17-11144-9.
2. Luigi Giussani, Vivendo nella carne, collana I libri dello spirito cristiano, Quasi Tischreden, vol. 2, 1ª ed., BUR Rizzoli, luglio 1998, ISBN 88-17-11273-9.
3. Luigi Giussani, L'attrattiva Gesù, collana I libri dello spirito cristiano, Quasi Tischreden, vol. 3, 1ª ed., BUR Rizzoli, luglio 1999, ISBN 88-17-14709-5.
4. Luigi Giussani, L'autocoscienza del cosmo, collana I libri dello spirito cristiano, Quasi Tischreden, vol. 4, 1ª ed., BUR Rizzoli, agosto 2000, ISBN 88-17-14723-0.
5. Luigi Giussani, Affezione e dimora, collana I libri dello spirito cristiano, Quasi Tischreden, vol. 5, 1ª ed., BUR Rizzoli, settembre 2001, ISBN 88-17-12640-3.
6. Luigi Giussani, Dal temperamento un metodo, collana I libri dello spirito cristiano, Quasi Tischreden, vol. 6, 1ª ed., BUR Rizzoli, luglio 2002, ISBN 88-17-12939-9.
7. Luigi Giussani, Una presenza che cambia, collana I libri dello spirito cristiano, Quasi Tischreden, vol. 7, 1ª ed., BUR Rizzoli, luglio 2004, ISBN 88-17-00231-3.